# Radivoje Ognjanović
Radivoje Ognjanović (szerb cirill betűkkel Paдивoje Oгњaнoвић; Strošinci, 1933. július 1. – 2011. augusztus 30.) jugoszláv válogatott szerb labdarúgó, edző.
A jugoszláv válogatott tagjaként részt vett az 1956. évi nyári olimpiai játékokon, illetve az 1958-as és az 1962-es világbajnokságon.

## Sikerei, díjai

### Játékosként
Partizan Beograd
- Jugoszláv kupa (1): 1952

Sturm Graz
- Osztrák bajnok (másodosztály) (1): 1963–64

### Edzőként
Kamerun
- Afrikai nemzetek kupája (1): 1984